# Coal City, Illinois
Coal City là một làng thuộc quận Grundy, tiểu bang Illinois, Hoa Kỳ. Năm 2010, dân số của làng này là 5587 người.

## Dân số
Dân số qua các năm:
- Năm 2000: 4797 người.
- Năm 2010: 5587 người.